# Де Сильвестро, Симона
Симона де Сильвестро (итал. Simona de Silvestro; род. 1 сентября 1988 года в Туне, Швейцария) — швейцарская автогонщица; бронзовый призёр Атлантического чемпионата (2009).

## Спортивная карьера
Симона впервые попробовала себя в автоспорте в 2002 году, время от времени стартуя в различных картинговых соревнованиях. Показывая сравнительно неплохие результаты и будучи чуть ли не единственной девушкой в пелотоне, де Сильвестро вскоре заинтересовала ряд потенциальных спонсоров и в 2005 году смогла набрать финансирование на дебют в больших автогонках: проведя сезон в итальянском первенстве двухлитровой Формулы-Рено. Тот год принёс несколько финишей в десятке сильнейших и итоговое двадцатое место в общем зачёте. Не видя больших перспектив для своей подопечной в Европе, менеджмент на следующий год перевёл её в Северную Америку: в местное первенство Формулы-БМВ, где уже имеющая некоторый накат швейцарка смогла регулярно бывать на подиуме, показать несколько быстрейших кругов в гонках и финишировать четвёртой в личном зачёте. Видя прогресс своей подопечной спонсоры перевели Симону в более статусный чемпионат — в первенство ChampCar Atlantic, в тот период бывшей основной гонкой поддержки одноимённого элитного формульного первенства; де Сильвестро провела здесь три сезона, постепенно наращивала стабильность результатов и к 2009 году смогла обрести достаточный опыт, чтобы регулярно бороться за победу и в гонках и во всей серии. Швейцарка выиграла в том сезоне четыре гонки, долгое время лидировала в личном зачёте, но неудачная гонка в финале года — на Лагуне Секе — отбросила её лишь на третье место в итоговой таблице.
Прогресс, достигнутый за годы в младших сериях в Америке, позволил менеджменту де Сильвестро перевести её в 2010 году на новый уровень — в серию IRL IndyCar, в тот период бывшую ведущим формульным первенством региона. Швейцарка надолго задерживается в данной серии: первые гонки проходят в альянсе с коллективом HVM Racing, где она смогла постепенно привыкнуть к новым условиям и постепенно начать всё чаще показывать грани своего водительского мастерства. Первый сезон приносит несколько финишей в Top10 на дорожных этапах и звание лучшего дебютанта на центральной гонке сезона: Indy 500; через год, на ряде этапов, де Сильвестро уже оказывается способной бороться с лидерами на протяжении всей дистанции — на гонке в Сент-Питерсберге она впервые финиширует четвёртой. 2012 год проходит на фоне заметного падения результатов: спорная ставка команды на двигатели Lotus опускает Симону и её товарищей по несчастью в самый конец пелотона и если ряд организаций смогли найти замену данной силовой установке, то швейцарка так до конца сезона и проездила с этим двигателем.
В 2013 году швейцарка меняет команду, переходя в KV Racing Technology. Коллектив Кевина Калховена и Джимми Вассера предоставляет де Сильвестро более быструю машину и более отлаженную команду её обслуживания; Симона регулярно финиширует в Top10, а на этапе в Хьюстоне впервые пробивается на подиум, проиграв в первой гонке уик-энда лишь будущему чемпиону Скотту Диксону. Возросшие результаты позволяют ей впервые закончить сезон на тринадцатом месте в личном зачёте. Команда предлагала Симоне продлить контракт, но её менеджмент предпочёл вернуть свою подопечную в Европу: на место пилота по развитию команды Sauber F1, с перспективой дебюта в чемпионате мира в 2015 году, однако ряд тестов на старой технике так ничем и не закончились. В 2015 году швейцарка пробовала найти себе место в других сериях, несколько раз выйдя на старт этапов серий IRL IndyCar и Формула-E, единожды финишировав в Top5 — во время гонки в Луизиане.

## Статистика результатов в моторных видах спорта
| 2005    | Итальянская Формула-Рено 2.0                          | Cram Competition        | 17                | 0                 | 0                 | 0                 | 16                | 20-я              |
| 2006    | Формула-БМВ США                                       | EuroInternational       | 14                | 0                 | 2                 | 0                 | 113               | 4-я               |
| 2007    | ChampCar Atlantic                                     | Walker Racing           | 12                | 0                 | 0                 | 0                 | 69                | 19-я              |
| 2007    | SCCA Pro Racing SIRIUS Satellite Radio Mazda MX-5 Cup | н/д                     | 1                 | 0                 | 0                 | 0                 | 0                 | НК                |
| 2008    | Атлантический чемпионат                               | Newman/Wachs Racing     | 11                | 0                 | 0                 | 1                 | 167               | 8-я               |
| 2009    | Атлантический чемпионат                               | Team Stargate Worlds    | 12                | 4                 | 1                 | 4                 | 176               | 3                 |
| 2010    | IRL IndyCar                                           | HVM Racing              | 17                | 0                 | 0                 | 0                 | 242               | 19-я              |
| 2011    | IRL IndyCar                                           | HVM Racing              | 15                | 0                 | 1                 | 0                 | 225               | 20-я              |
| 2012    | IRL IndyCar                                           | HVM Racing              | 14                | 0                 | 0                 | 0                 | 182               | 24-я              |
| 2013    | IRL IndyCar                                           | KV Racing Technology    | 19                | 0                 | 0                 | 0                 | 362               | 13-я              |
| 2014    | Формула-1                                             | Sauber F1               | пилот по развитию | пилот по развитию | пилот по развитию | пилот по развитию | пилот по развитию | пилот по развитию |
| 2014/15 | Формула-E                                             | Andretti Autosport      | 2                 | 0                 | 0                 | 0                 | 0                 | 27-я              |
| 2015    | IRL IndyCar                                           | Andretti Autosport      | 3                 | 0                 | 0                 | 0                 | 66                | 30-я              |
| 2015/16 | Формула-E                                             | Andretti Formula E Team | 10                | 0                 | 0                 | 0                 | 4                 | 17-я              |